# گورستان چال شاهین
قبرستان چال شاهین مربوط به اواخر هزاره دوم قبل از میلاد - اوایل هزاره اول قبل از میلاد است و در شهرستان دنا، بخش پاتاوه، روستای لما واقع شده و این اثر در تاریخ ۶ اسفند ۱۳۸۵ با شمارهٔ ثبت ۱۷۵۵۰ به‌عنوان یکی از آثار ملی ایران به ثبت رسیده است.